# Ligue de défense paysanne de la Meuse
La Ligue de défense paysanne de la Meuse est un parti politique paysan conservateur, ayant existé de 1933 à 1939.